# Roman Kosecki
Roman Jacek Kosecki (* 15. Februar 1966 in Piaseczno) ist ein ehemaliger polnischer Fußballspieler und späterer Politiker (PO). Er war von 2005 bis 2019 Abgeordneter des polnischen Sejm in der V., VI., VII. und VIII. Wahlperiode.

## Sportliche Karriere
Der offensive Mittelfeldspieler Roman Kosecki trat die ersten Schritte als junger Fußballspieler 1980 bis 1983 bei RKS Mirków und wechselte anschließend zu Ursus Warschau, wo er bis 1986 spielte und entdeckt wurde. Die nächsten Stationen waren Gwardia Warschau und Legia Warschau. Mit Legia wurde er 1989 und 1990 zweimal hintereinander Polnischer Pokalsieger und wechselte anschließend ins Ausland. Zunächst holte ihn der türkische Spitzenclub Galatasaray Istanbul, wo er 1991/92 eine Saison unter Vertrag stand. Danach führte ihn der Weg in die spanische Liga, wo er zunächst ein Jahr für CA Osasuna, dann von 1993 bis 1995 für Atlético Madrid spielte. 1995 kam er dann nach Frankreich, wo er zunächst eine Saison für den FC Nantes spielte und dann eine Saison für den HSC Montpellier. 1997 kam er kurz zurück zu Legia Warschau, um dann seine Karriere beim US-amerikanischen Team Chicago Fire auslaufen zu lassen. 1998 gewann er mit Chicago den US-amerikanischen Pokal und die Meisterschaft.
Roman Kosecki brachte es in der polnischen Nationalmannschaft auf 69 Einsätze. 1988 gab er sein Debüt gegen Rumänien, als er noch für Gwardia Warschau in der Zweiten Liga spielte. Sein letztes Länderspiel bestritt er 1995 und war insgesamt 14-mal Kapitän der Nationalmannschaft.
Die Fans von Legia Warschau sahen in ihm den legitimen Nachfolger des großen Kazimierz Deyna auf der Position des Mittelfeldregisseurs. Deyna war im gleichen Jahr, als Kosecki seine Karriere bei Legia begann, bei einem Autounfall ums Leben gekommen. Kosecki galt in Polen jahrelang als einer der populärsten Fußballspieler. Sein Sohn Jakub ist auch Fußballprofi und spielt für Legia Warschau (zurzeit ausgeliehen an SV Sandhausen).

## Politik
Bereits 1989 engagierte Kosecki sich vor den ersten freien Wahlen in Polen politisch, indem er in der Öffentlichkeit für die Wahlgemeinschaft der Solidarność votierte. Auch nach der Beendigung seiner sportlichen Laufbahn ist Kosecki weiterhin in der Politik aktiv. Bei den Selbstverwaltungswahlen 2002 wurde er für die Liste „Prawo-Obywatel-Sprawiedliwość“ in den Gemeinderat von Konstancin-Jeziorna gewählt. Er wurde bei der Parlamentswahl 2005 für die Platforma Obywatelska (PO) in den polnischen Sejm gewählt. Er stand als Kandidat auf der Warschauer Liste der Plattform und erhielt 4395 Direktstimmen. Bei den vorgezogenen Parlamentswahlen 2007 kandidierte er erneut auf der Warschauer Liste und erhielt 6847 Direktstimmen, so dass er auch im neuen Sejm als Abgeordneter für die Bürgerplattform arbeiten konnte. Auch bei den Wahlen 2011 und 2015 wurde er in den Sejm gewählt. Hingegen scheiterte er bei der Europawahl 2014 ebenso, wie bei der Sejmwahl 2019.

## Erfolge
- 3× Polnischer Pokalsieger (1989, 1990, 1997)
- 1× Polnischer Supercup (1997)
- 1× Türkischer Pokalsieger (1991)
- 1× Türkischer Supercupsieger (1991)
- 1× US-Meister (1998)
- 1× US-Pokalsieger (1998)